# Georg Seld

Georg Seld

Georg Seld, häufig auch Jörg Sneld (* um 1454 in Augsburg; † 1527 ebenda), war ein deutscher Goldschmied.

## Leben
Seld ist wahrscheinlich der Sohn von Heinrich Seld, der bereits um 1465 in Augsburg nachgewiesen werden kann. Georg Seld wird erstmals 1478 in den Steuerbüchern der Stadt erwähnt und bekam daher auch um diese Zeit das Meisterrecht verliehen.
Seit 1486 arbeitete er für die Stadt bei der Basilika St. Ulrich und Afra. Außerdem für das Fürststift Kempten und das Domkapitel Brixen. Bekannt wurde Seld für den nach ihm benannten Seld-Plan aus dem Jahr 1521. Seld war Hauptvertreter der Augsburger Goldschmiedekunst in der Zeit des Überganges von der Hochgotik zur Renaissance. Sein Hauptwerk, der Silberaltar des Augsburger Doms, ist nicht erhalten. Seine Ummantelung des Ulrichskreuzes von 1493 blieb jedoch erhalten.
Sein Sohn war der Reichsvizekanzler Georg Sigismund Seld, ein Nachfahre Albert Freiherr von Seld.

## Werke

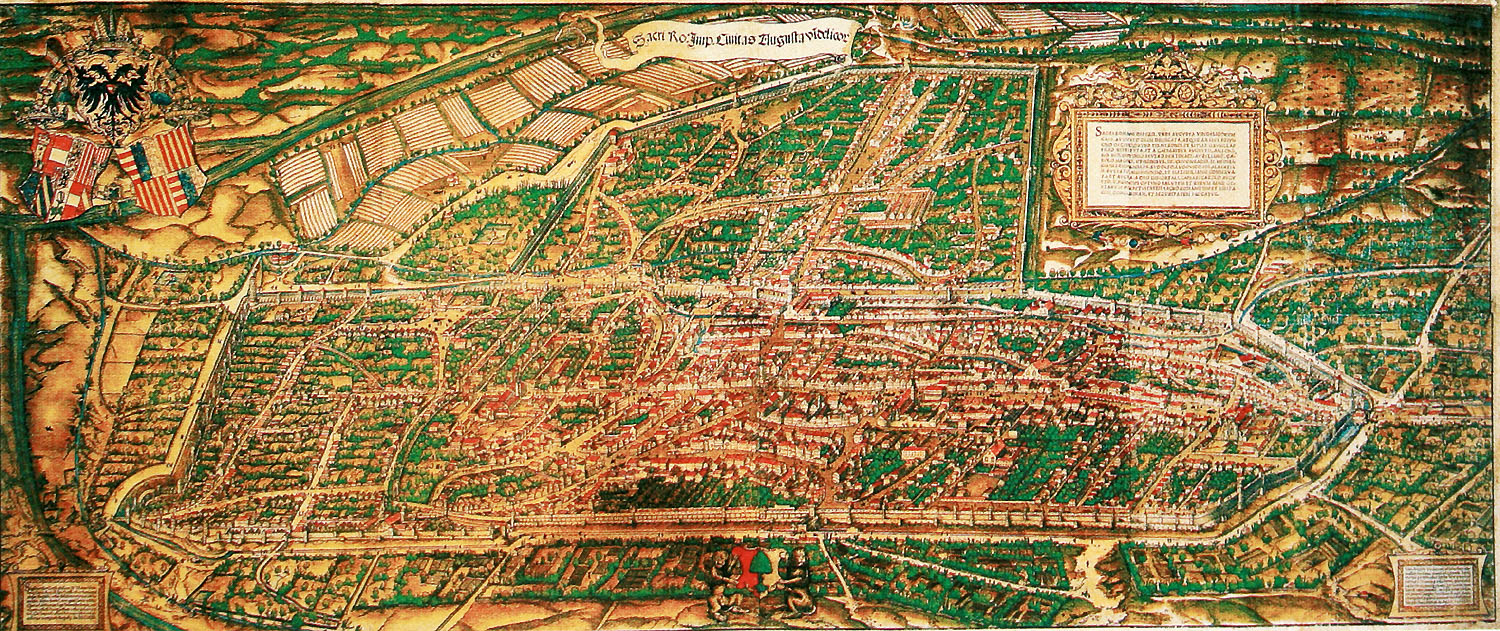
Der Seld-Plan, ein Vogelschauplan von Augsburg aus dem Jahr 1521

- Vogelschauplan der Freien Reichsstadt Augsburg, 1521 (Holzschnitt, 190 × 81 cm)